# Kelma Tuilagi

a Compétitions nationales et continentales officielles uniquement.

b Matchs officiels uniquement.
Kelma Tuilagi, né le 16 février 1999 à Apia (Samoa), est un joueur de rugby à XIII samoan évoluant au poste de Deuxième ligne dans les années 2020.
Natif des Samoa, il grandit en Nouvelle-Zélande puis en Australie, il fait sa formation au rugby à XIII au Melbourne Storm mais signe pour les Wests Tigers avec lesquels il fait ses débuts en National Rugby League (« NRL ») à partir de 2021. Fort de ses performances en club, il est sélectionné dans l'équipe des Samoa fin 2022 pour la Coupe du monde 2021. Le pays réalise de grandes performances et termine finaliste contre l'Australie.

## Palmarès
- Collectif :
  - Finaliste de la Coupe du monde : 2021 (Samoa).

### En club

#### Statistiques
| Saison | Club         | Compétition           | Matchs | Points | Essais | Goals | Drops |
| ------ | ------------ | --------------------- | ------ | ------ | ------ | ----- | ----- |
| 2021   | Wests Tigers | National Rugby League | 5      | 8      | 2      | -     | -     |
| 2022   | Wests Tigers | National Rugby League | 22     | -      | -      | -     | -     |